# Frohnberg
Der Frohnberg (Markt Hahnbach, Landkreis Amberg-Sulzbach) ist geologisch infolge einer Reliefumkehr entstanden. Er ist Teil des Oberpfälzer Bruchschollenlandes. Für den Tourismus und das geistliche Leben in der mittleren Oberpfalz spielt der Berg als Ausflugs- und Wallfahrtsstätte eine wichtige Rolle.

## Geschichtliches

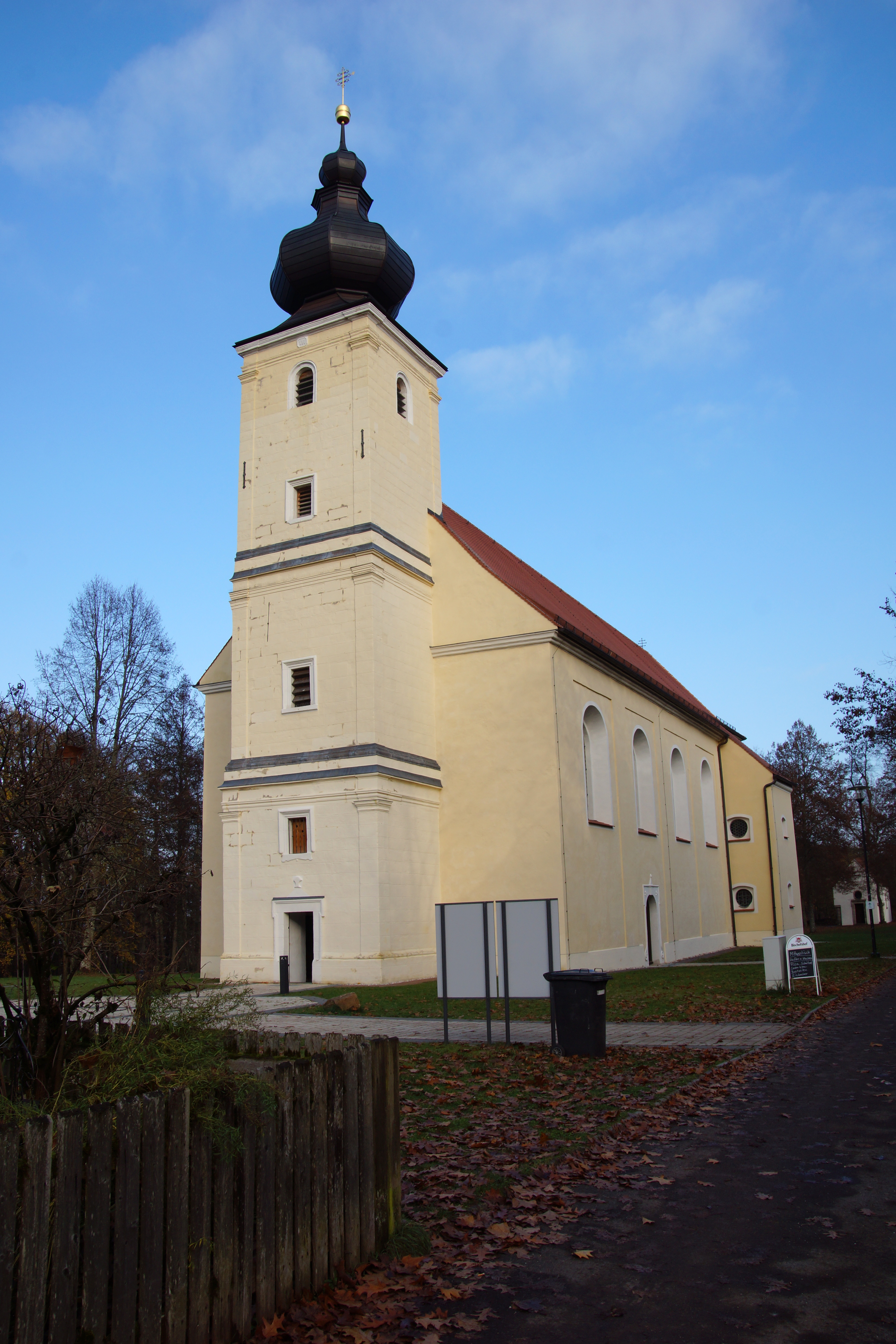
Wallfahrtskirche Mariä Himmelfahrt auf dem Frohnberg

Auf den Frohnberg bei Hahnbach (Lkr. Amberg-Sulzbach) befinden sich Reste einer gut 8 ha großen frühmittelalterlichen Wall-Graben-Anlage, die nach neueren typologischen und archäologisch-geophysikalischen Forschungen ziemlich sicher in das 8. bis 10. Jahrhundert n. Chr. zu datieren ist. Sie dürfte eine wichtige Funktion im Herrschaftsgefüge der karolingisch-ottonischen Zeit im Nahbereich wichtiger Fernwege und Furten über die Vils gehabt haben. Die Befestigung stand sicher in enger grundherrlicher Beziehung zum bedeutenden Herrschaftszentrum des 8. bis 12. Jahrhunderts in Sulzbach (Burg Sulzbach, Stadt Sulzbach-Rosenberg). Ausgrabungen im Zentrum des Frohnbergs im Umfeld der sog. Lourdes-Kapelle östlich der Wallfahrtskirche St. Maria Himmelfahrt in den Jahren 2003 und 2004 erbrachten Überreste eines ca. 9 × 9 Meter großen Turmhauses aus dem 12. Jahrhundert sowie weitere Gebäudespuren, überwiegend von Wohngebäuden in Holzbauweise. Mit einiger Wahrscheinlichkeit gehören diese Baureste zur Burg des 1121 erstmals urkundlich fassbaren Sulzbacher Ministerialengeschlechts der Herren von Hahnbach, die sich offenbar nach der nächstgelegenen größeren Siedlung und in Abgrenzung zu einem nur 7 km entfernten Dorf Fronberg (heute Fromberg) bei Sulzbach-Rosenberg "de Hanninpah" nannten. Eine im Jahr 1189 von Kaiser Friedrich Barbarossa „in Hahnbach“ (in Hanninpah) ausgestellte Urkunde (MGH D F I nr. 989) könnte demnach auf der nur 1 km von Hahnbach entfernten Burg Frohnberg unterzeichnet worden sein, zumal sich eine Niederungsburg in Hahnbach selbst nicht nachweisen oder im Urkataster erkennen lässt. Zum Herrensitz gehörte auch eine 1467 erstmals genannte Kirche. Sie war dem hl. Petrus geweiht und könnte ihren Ursprung bereits in der Burganlage des frühen Mittelalters haben. Ihre Reste sind unter der heutigen Wallfahrtskirche zu vermuten. Im Laufe des 13. Jahrhunderts wurde die hochmittelalterliche Burganlage zerstört. Ende des 13. Jahrhunderts war der Frohnberg in Reichsbesitz. Ab etwa 1291 bis in das 17. Jahrhundert lässt sich mindestens eine zinspflichtige Hofstelle auf dem Berg nachweisen. Möglicherweise bereits im 16. Jahrhundert wurde der verfallene Herrensitz zudem von einem frommen Einsiedler bewohnt, was die Errichtung einer Wegekapelle an Stelle des ehemaligen Wohnturms der Burg erklären könnte. Die Marienwallfahrt auf dem Frohnberg lässt sich erstmals für das Jahr 1665 urkundlich fassen. Ein mittelalterlicher Ursprung der Wallfahrt ist zwar nicht auszuschließen, doch infolge der Ausgrabungsergebnisse sehr unwahrscheinlich. Wahrscheinlicher ist die Entstehung der Wallfahrt im Zuge der Gegenreformation. Das Gotteshaus St. Maria Himmelfahrt spielte als zeitweise einzige katholische Kirche im Sulzbacher Land eine wichtige Rolle während der in diesem Teil Bayerns heftigen Auseinandersetzungen im Zuge der Gegenreformation. Noch heute ist die Marienwallfahrt auf dem Frohnberg ein zentraler Teil des katholischen Lebens in der Region.

## Frohnberg-Festwoche
Alljährlich findet auf dem Frohnberg die sogenannte Frohnberg-Festwoche statt. In der Woche um den 15. August, dem Feiertag Mariä Himmelfahrt, kommen täglich mehrere Hundert Wallfahrer zu den Gottesdiensten.
Koordinaten: 49° 31′ N, 11° 47′ O